# Överstegring
Överstegring, även kallad stall (stallning; verb: stalla), är en förlust av lyftkraft hos exempelvis en flygplansvinge, orsakad av att luftströmmen kring vingen vid alltför stora anfallsvinklar bryter samman och separerar på ovansidan av vingen, vilket leder till en plötslig förlust av lyftkraft. Om förhållandet inte korrigeras faller flygplanet okontrollerat mot marken.

## Etymologi
Begreppet stall härleds från roten "stel", såsom att stå, vara stående, vara ställd, styv, orörlig och dylikt. Inom flygterminologi har begreppet främst populariserats av engelskan i samma stavning och betydelse som ovan (engelskt uttal: [stɔːl]) och uttalas på svenska därför ibland även "ståhl" efter det engelska uttalet.

## Beskrivning
Överstegring kan inträffa vid vilken fart som helst där anfallsvinkeln överstiger en viss gräns. Speciellt vid flygning i låg fart måste farten övervakas noggrant eftersom man måste hålla en högre anfallsvinkel för att få lika mycket lyftkraft som vid en högre fart. Vid höga anfallsvinklar ökar också det inducerade motståndet vilket ytterligare gör att motoreffekten måste anpassas. Överstegringen hävs genom att piloten för fram manöverspaken så att anfallsvinkeln minskas och att piloten i ett motordrivet flygplan ökar motorkraften.
Stallfarten är den fart då flygplanet har en anfallsvinkel precis under stall, och inte lyfter. Om planet flyger under stallfarten sjunker planet. Det enda sättet att då lyfta är att öka hastigheten över stallfarten. Om man försöker lyfta genom att öka anfallsvinkeln överstegrar planet och faller mot marken.
Låg vingbelasting (stor vingyta i förhållande till flygplanets vikt) ger en lägre stallfart för planet. Flygplan med låg vingbelastning (till exempel vissa Biplan) har därför ofta låg stallfart. Hjälpmedel som används för att öka lyftkraften och möjliggöra långsam flygning är olika sorters vingklaffar.
Att åstadkomma en medveten överstegring räknas som en begränsad avancerad manöver inom flygning, och är ett obligatoriskt inslag i utbildningen till flygcertifikat.

## Stalltyper
- Superstall
- Tippstall